# Feldaist
Feldaist är ett vattendrag i Österrike.   Det ligger i förbundslandet Oberösterreich, i den nordöstra delen av landet, 130 km väster om huvudstaden Wien.
Omgivningarna runt Feldaist är en mosaik av jordbruksmark och naturlig växtlighet. Runt Feldaist är det ganska tätbefolkat, med 108 invånare per kvadratkilometer.